# Trinità d'Agultu e Vignola
Trinità d'Agultu e Vignola (sardinsky: La Trinitàie Vignòla) je italská obec (comune) v provincii Sassari v regionu Sardinie. Nachází se ve výšce 365 metrů nad mořem a má přibližně 2 200 obyvatel. Rozloha obce je 134 km².

## Fyzická geografie

### Území
Hlavní město Trinità d'Agultu, které bylo založeno v roce 1958 jako samostatná obec, se tyčí ve výšce 365 m nad mořem a dominuje nad velkým územím, které zahrnuje rozsáhlou přímořskou oblast a zejména v létě z něj činí vyhlášené letovisko. Na severovýchod a poblíž pobřeží se nachází oblast Vignola, Costa Paradiso a osada Lu Colbu. Součástí území je také pláž Li Feruli, vesnice Isola Rossa, Marinedda, Canneddi a Tinnari.

## Historie
Na území nejstarší stopu průchodu člověka představuje litický průmysl, který lze připsat mezolitu , který se nachází v úkrytu pod skálou poblíž Porto Leccio.
Z doby římské některé artefakty nalezené v moři Isola Rossa naznačují, že toto místo muselo představovat podpůrný bod pro námořníky a obchodníky.
V roce 1926, během výkopových prací na stavbě silnice Aggius-Trinità, v lokalitě Lu Tuvu, byl ve venkovské vesnici Badas nalezen kotel s římskými mincemi z doby republikánů. Pracovníci loděnice kořist rozdělili a až o nějaký čas později se archeologu Antonio Taramelli , který se o tom dozvěděl, podařilo získat asi dvacet z nich, všechny z let 200 až 2 před naším letopočtem. Ve středověku bylo území zahrnuto do kuratorií Monte Carello a Vinyolas, patřících Giudicatu z Gallury.
Stavba pobřežní strážní věže Červeného ostrova pochází ze 16. století ze strany Španělů.
Zrození obydleného centra Trinità d'Agultu, vytvořeného kolem starobylého venkovského kostela, sahá do druhé poloviny devatenáctého století. Bylo osídleno rodinami z nedalekých center vnitřní Gallury (hlavně Tempio Pausania) a pobřežních (Santa Teresa Gallura), stejně jako z Anglony a blízkých aggesi a bortigiadesi stazzi. Byla zde také dobrá přítomnost janovských a toskánských obyvatel, kteří se v té době usadili v této oblasti za účelem zpracování rostlinného uhlí.

## Památky a zajímavá místa

### Náboženské architektury
Na centrálním náměstí hlavního městského komplexu se nachází kostel Nejsvětější Trojice, který byl podle místní tradice postaven na počátku 18. století a v roce 1813 jej proměnil ve venkovskou farnost monsignor Stanislao Paradiso. V oblasti Trinità je také několik venkovských kostelů: San Pietro, San Giuseppe, Santa Maria di Vignola, San Giovanni, San Michele a Sant'Antonio. V okolí hlavního města jsou pozůstatky dvou středověkých kostelů: Sant'Orsola a Santa Barbara. Dalšími nedávno postavenými náboženskými budovami (konec 20. století) jsou kaple Narození Panny Marie (Paduledda) a kaple San Lorenzo (Isola Rossa).